# La Mort en récompense
Pour plus de détails, voir Fiche technique et Distribution.
La Mort en récompense (Graduation Day) est un film américain réalisé par Herb Freed , sorti en 1981.

## Synopsis
Laura Ramstead, une sportive de haut niveau, meurt sous l'effort lors d'un championnat de courses de vitesse, dans lequel elle représente sa faculté. Tous ses camarades, son coach et son petit ami la voient mourir, impuissants. Quelques mois plus tard, sa sœur, Anne Ramstead décide de revenir de l'armée, pour participer à la remise des diplômes de l'école et recevoir celui de Laura, comme un dernier hommage. Mais dans l'enceinte du campus, des choses étranges se passent. Certains étudiants sont victimes de meurtres. Il s'agit de ceux qui faisaient partie de l'équipe de la défunte. 

## Fiche technique
- Titre français : La Mort en récompense[1]
- Titre original : Graduation Day
- Réalisation : Herb Freed (en)]
- Scénario : Anne Marisse, Herb Freed (en), David Baughn
- Production : David Baughn, Herb Freed (en), Hal Schwartz
- Musique : Arthur Kempel
- Pays d'origine : États-Unis
- Genre : Horreur, fantastique
- Durée : 96 minutes
- Date de sortie : 
  - États-Unis : mai 1981
  - France : 1988 (sortie vidéo[1])
- Interdit aux moins de 12 ans

## Distribution
- Christopher George : coach Michaels
- Patch Mackenzie : Anne Ramstead
- E. Danny Murphy : Kevin
- E.J. Peaker : Blondie
- Michael Pataki : Guglione
- Richard Balin : Roberts
- Carmen Argenziano : Halliday
- Beverly Dixon : Elaine Ramstead
- Virgil Frye : MacGregor
- Hal Bokar : Ronald Corliss
- Denise Cheshire : Sally
- Bill Hufsay : Tony
- Linnea Quigley : Dolores
- Karen Abbott : Joanne
- Vanna White : Doris
- Ruth Ann Llorens : Laura
- Tom Hintnaus : Pete
- Carl Rey : Ralph
- Patrick Wright : le conducteur du camion
- Aaron Butler : le photographe
- Viola Kate Stimpson : Mrs. Badger
- Erica Hope : Diana
- Tom Hintnaus : Pete

## Autour du film
- Le film a été distribué par le célèbre studio Troma Entertainment (spécialisé dans le cinéma bis et la série Z) pour son exploitation en vidéo.
- En France, après une distribution en vidéo, le film a été réédité en DVD par Uncut Movies.
- Le personnage de Dolores est interprété par Linnea Quigley, qui deviendra une célèbre Scream Queen à partir du milieu des années 1980.